# ボゴリア湖
ボゴリア湖（ボゴリアこ、Lake Bogoria）はケニア、リフトバレー州バリンゴ県にある強アルカリ塩湖である。かつてはハニントン湖（Lake Hannington）と呼ばれていた。グレート・リフト・ヴァレーの中で、バリンゴ湖の南の半地溝の火山地域にあり、ナイロビの北西約285 km、赤道の少し北にあたる。この湖を対象とする国立保護区の範囲は世界遺産「大地溝帯にあるケニアの湖沼群」の一部である。

## 概要
ボゴリア湖は、リフト・ヴァレーの中で南の、ナクル湖、エルメンテイタ湖、マガディ湖、および北のロギピ湖と同様に、コフラミンゴの世界最大の個体群の棲息地である。湖はラムサール条約登録地であり、1973年11月29日から国立保護区である。ボゴリア湖は浅く（深さ約10 m）、長さ約34 kmと幅3.5 kmであり、700 km2の集水域を持つ。
湖周辺地域の地形は北のケスボ沼地と東のシラチョ・エスカープメントなどがある。保護区は間欠泉と熱水泉でも有名である。周辺のアカシアの森林にはクーズーやその他の哺乳類が生息している。
湖水はNa+、HCO3−、CO32−組成である。湖水はサンダイ川（Sandai River）とエムソス川（Emsos River）および約200ヶ所のアルカリ熱水泉からの流入によって充填される。アルカリ熱水泉は、Loburu、Chemurkeu、および南部グループ（Ng'wasis、Koibobei、Losaramat）の3つの湖岸地点に存在する。他の熱水泉は湖底から直接噴き出る。ボゴリア湖はアフリカで最も真の間欠泉が集中している地域である（少なくとも18地点が知られている）。湖水はアルカリ性（pH: 10.5）で塩水（100 g/Lもの溶解塩を持つ）。湖は地表の流出口を持たず水は主に蒸発を通して塩となり、半乾燥地域なために蒸発率は高い。湖自体は薄い表層水とより濃くて塩分濃度の高い底層水からなる部分循環湖（成層湖）である。高塩分濃度であるけれども、湖にはフラミンゴを養う豊富な藍藻類（Arthrospira fusiformis）がいて高い生産性を持つ。しかし湖に生息する他の生物は少ない。
湖は常に塩分濃度が高かったわけではない。湖底からの堆積物コアは過去10,000年間のうちの何回かの時期に淡水状態が存在したことと、湖の水位が現在の海抜約990 mより約9 m高かったことを示している。当時それは北にあふれバリンゴ湖に流れ込んでいたと考えられている。更新世後期のあいだ現在のボゴリア湖とバリンゴ湖は一体となってより大きな湖をつくっていたと考えられているが、これはいまだ確かではない。
湖地域はエンドロイス人（Endorois）の伝統的な居住地であり、彼らは1970年代にこの地域を追い出され今ではアフリカ人権委員会で自分たちの再移住に挑戦している。